# Juriquilla Towers
Juriquilla Towers, son dos edificios de condominios localizados en la zona de Juriquilla, en la ciudad de Santiago de Querétaro, México. Eran desde 2016 en que se terminó su construcción los edificios más altos de la ciudad, ya que actualmente se encuentra en obras el Hospital San José Moscati, que con su estructura que ya tiene colocada ya superó en altura a las Juriquilla Towers.

## Características
Cuenta con 102,020 m² de construcción. Cuenta con 26 pisos de departamentos, 3 pisos de penthouses y Roff Garden House y un total de 412 departamentos.
En 2014 las Torres Juriqulla recibieron el Best Residential High-rise Development Central and South America por parte de Americas Property Awards debido a las instalaciones vanguardistas y a la calidad de su servicio.
Controversias
A pesar de ser un complejo exclusivo ha mantenido problemas económicos ,de seguridad y mantenimiento tanto interno como externo con las áreas públicas del fraccionamiento.

## Datos clave

### Torre A
- Altura: 115 metros
- Número de plantas: 30
- Área total del edificio: 51,010 m²
- Área total del complejo: 102,020 m²

### Torre B
- Altura: 116 metros
- Número de plantas: 30
- Área total del edificio: 51,010 m²
- Área total del complejo: 102,020 m²